# Castello di Ludwigsburg
Il castello di Ludwigsburg, o Residenza (in tedesco Residenzschloss Ludwigsburg), è stato il palazzo dei duchi, poi divenuti re, del Württemberg. Sorge nella città di Ludwigsburg, nel land del Baden-Württemberg, nella Germania meridionale.
Costruito per volere del duca Eberardo Ludovico di Württemberg a partire dal 1704, che fondò anche la città, si sviluppa in quattro ali e conta 452 stanze. Rappresenta una delle più grandi residenze barocche d'Europa, eretta sull'esempio di Versailles e secondo lo stile architettonico dei palazzi imperiali di Vienna e Praga.

## Storia e descrizione

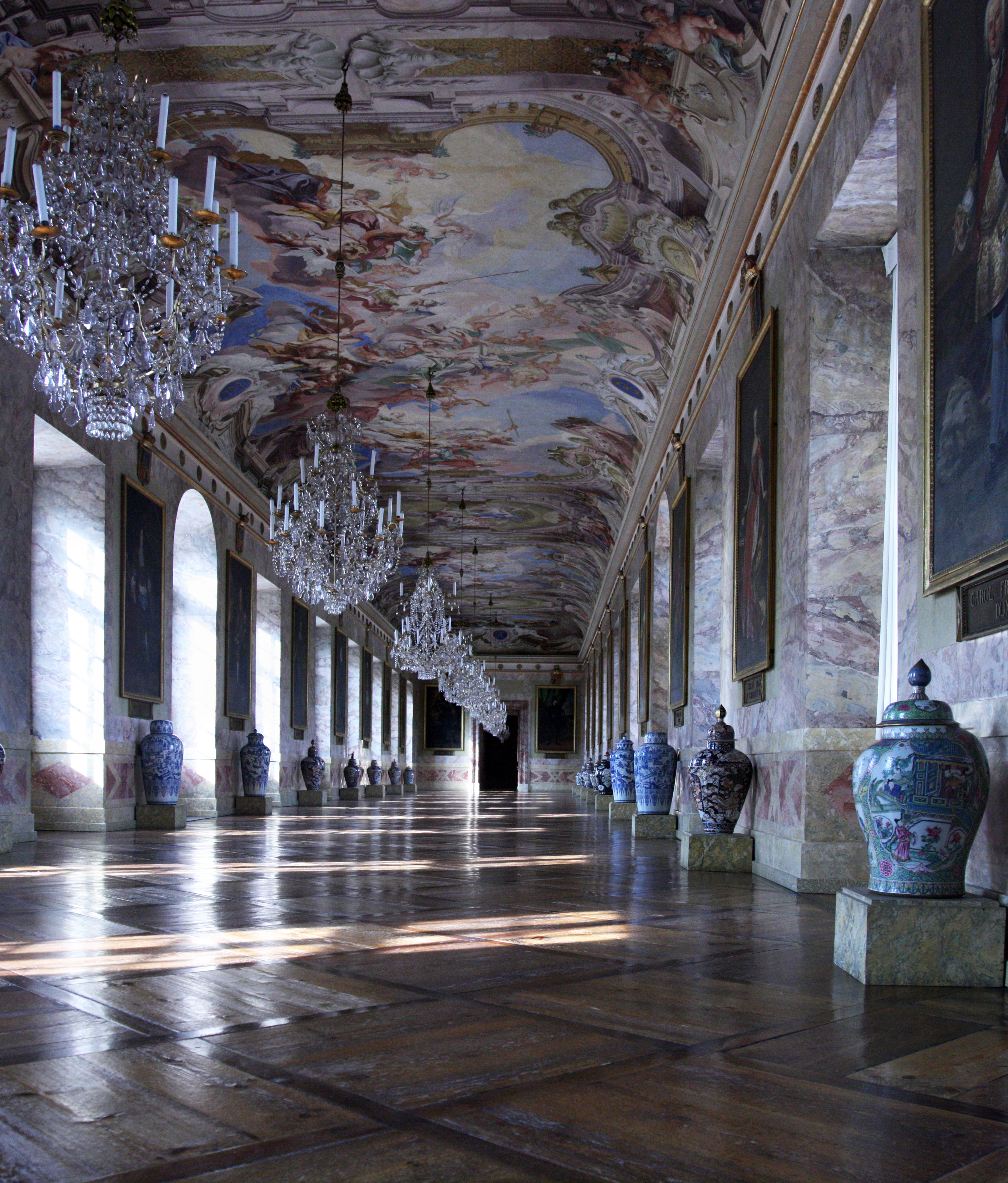
La galleria degli Antenati con la volta di Carlone.

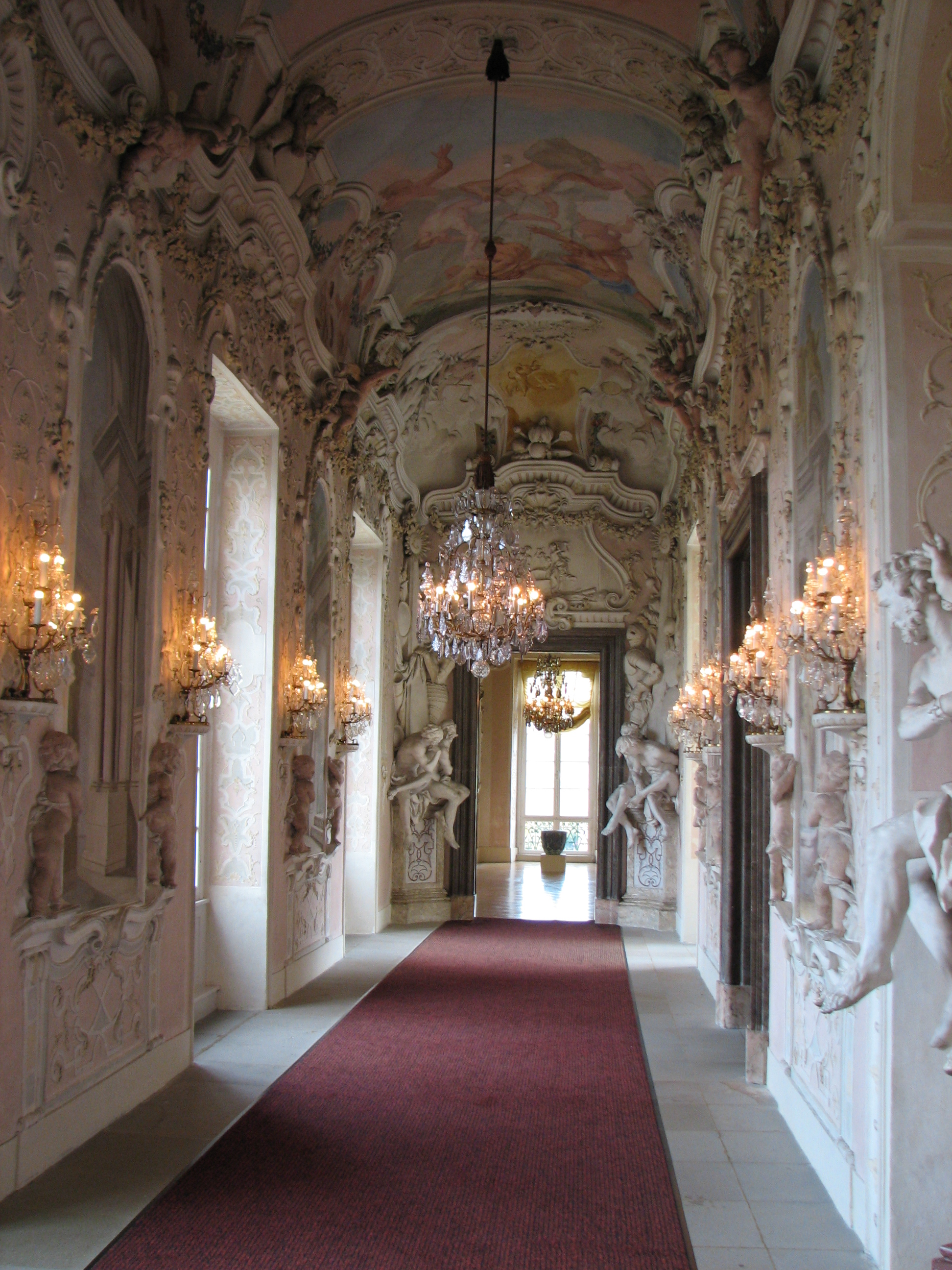
La galleria della Guerra, rococò, di Philippe de la Guêpière.

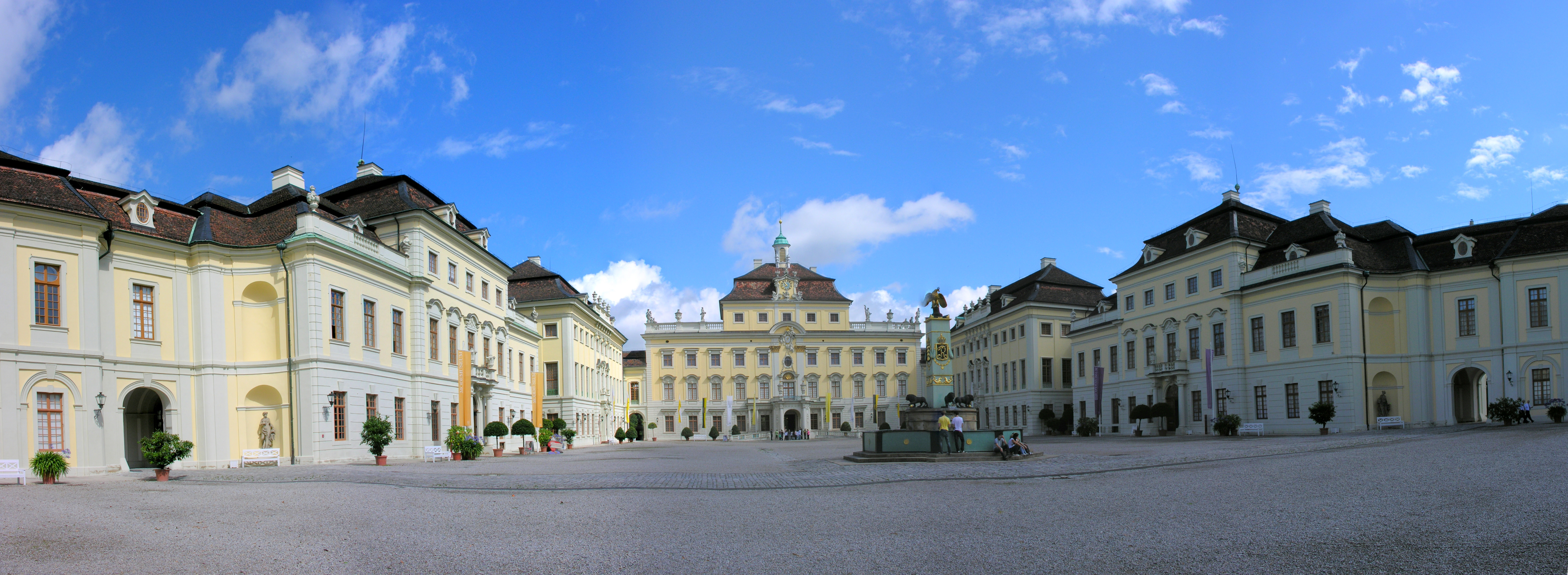
Le facciate sul Binnenhof.

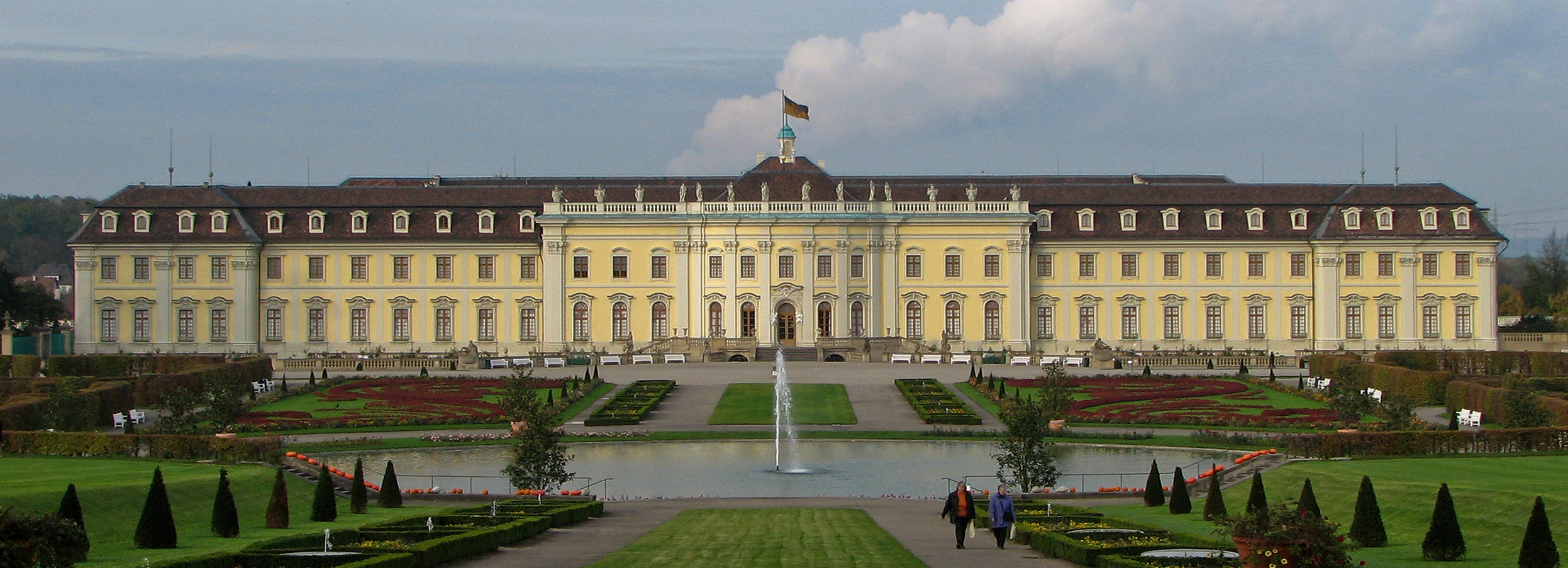
La facciata sud del castello, di Frisoni.

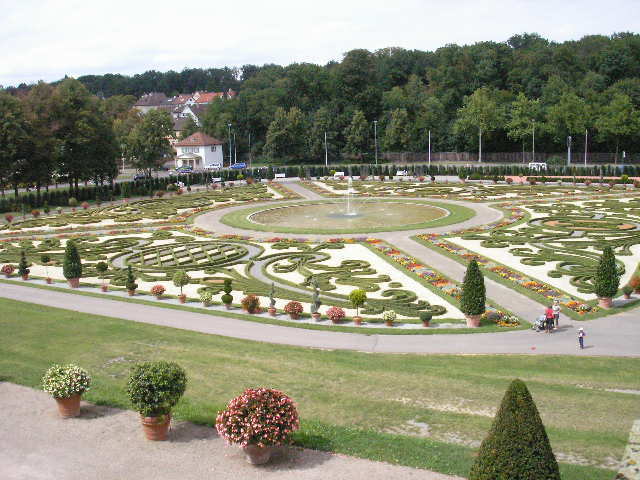
I giardini alla francese del lato nord.

Il sontuoso complesso venne iniziato per volere del duca Eberardo Ludovico di Württemberg nel 1704, quando decise di fondare in questo luogo, una nuova capitale ispirata alla reggia di Versailles del Re Sole. Il progetto iniziale è dell'architetto lorenese Johann Friedrich Nette, che ebbe una formazione boema. Nel 1714 gli succedette alla direzione dei lavori Donato Giuseppe Frisoni, e dal 1725 Leopoldo Retti, al quale si deve il progetto definitivo.

All'inizio il duca Eberardo-Ludovico voleva costruirvi solo un casino di caccia. Le sue vittorie nella guerra di successione spagnola e le sue visite alla corte di Luigi XIV di Francia a Versailles, poco prima del 1700, e ai castelli del principe elettore di Baviera nel 1705-06, oltre che alla sua nomina a feldmaresciallo del Sacro Romano Impero nel 1707, stimolarono la sua ambizione di costruire la sua "Versailles" a Ludwigsburg, lontana dalla vita ufficiale di Stoccarda, antica capitale del ducato. Inoltre la relazione con la sua favorita Guglielmina von Grävenitz lo spinse a distaccarsi sempre più da Stoccarda e quindi da sua moglie Giovanna Elisabetta di Baden-Durlach.
Dal 1718 Ludwigsburg divenne la residenza ufficiale del duca, e la città, edificata dal 1709, fu elevata a capitale del Württemberg.

La prima pietra del cantiere venne posta il 7 maggio 1704 e la costruzione iniziò dal lato nord il Fürstenbau, eretto nel 1704-07 dall'architetto tedesco Philipp Joseph Jenisch (pianoterra). Nel 1707 subentrò Nette, che proseguì questa parte e vi aggiunse le due ali aggettanti, a destra il Riesenbau, e a sinistra l'Ordensbau, in stile barocco viennese. Alla sua morte, nel 1714, gli succede il lombardo Frisoni, al quale si deve il prolungamento di queste ali con i cosiddetti Kavaliersflügel, e la chiusura del Binnenhof (Cortile interno) con l'erezione del Fürstentrack, il lato sud con corpo centrale a rotonda aggettante di sapore italianeggiante. Nel 1725 viene nominato direttore dei lavori Leopoldo Retti che progetta, all'interno dei Kavaliersflügel di Frisoni, la Hofkirche (Chiesa di corte) e il teatro a destra; e la Ordenkappelle con la Festinghaus a sinistra. Tra il 1730 e il 1733 Carlo Carlone affresca il soffitto dell'Anticamera con l’Allegoria dell'Eternità e della Ahnengalerie, Galleria degli Antenati, con l' Allegoria del Buon Governo del duca Ludovico Eberardo.

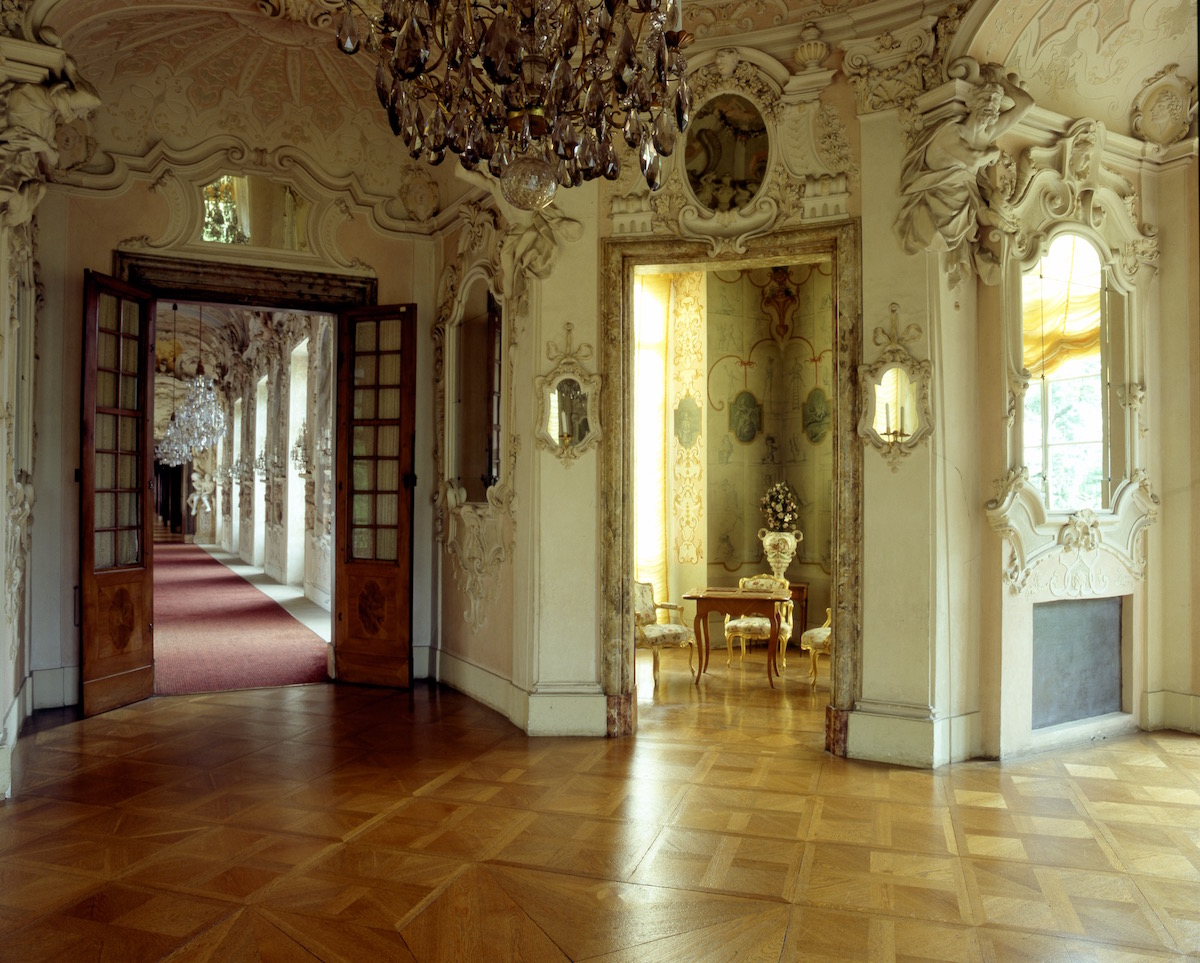
[http://www.micheleferraris.it/project/genova-europa/ Interni

Tuttavia la Residenza di Ludwigsburg deve la sua reputazione al duca Carlo II, che vi regna dal 1737 al 1793, riportando la capitale in città. I suoi appartamenti privati, situati al primo piano del nuovo Fürstentrack dell'ala sud, vennero disegnati fra il 1757 e il 1758 da Philippe de la Guêpière, secondo un gusto raffinatissimo del rococò francese. Fra gli ambienti spicca la Kriegsgalerie, Galleria della Guerra, con begli stucchi rococò e figure di prigionieri turchi. Inoltre in questo periodo vennero notevolmente ingranditi la città e il parco con i mirabili giardini alla francese disseminati di padiglioni oltre che alla costruzione del castello di Monrepos, in riva al lago.
Tuttavia con la costruzione del Palazzo Nuovo di Stoccarda, terminato nel 1746, la residenza ducale torna in quella città.
Sotto il regno del duca Federico II, divenuto re nel 1806 col nome di Federico I di Württemberg, il castello di Ludwigsburg venne eletto a residenza estiva e provvide al rinnovo di una parte del castello affidandone i lavori a Nikolaus von Thouret, che riallestì il teatro e il Fürstenbau secondo lo stile neoclassico francese per crearvi gli appartamenti reali. Inoltre il re restaurò i giardini, ripiantandoli e trasformandoli in parte all'inglese.
Dopo la morte del re, nel 1816, la regina Carlotta di Hannover mantenne la sua residenza a Ludwigsburg.